# Heinz Villain
Heinz Hermann Karl Villain (* 1. Februar 1921 in Rheinsberg; † 6. März 1996 in Schweinfurt) war ein deutscher SS-Unterscharführer und Blockführer im KZ Majdanek.

## Leben
Villain erlernte nach dem Besuch der Volksschule das Schmiedehandwerk und beendete seine Ausbildung im Frühjahr 1938 mit der Gesellenprüfung. Zum 1. November 1938 trat er der SS bei. Er wurde zum SS-Totenkopfsturmbann „Brandenburg“ nach Oranienburg einberufen und kurz darauf zu der gleichfalls in Berlin stationierten SS-Totenkopfstandarte „Ostmark“ kommandiert, bei der er seine militärische Grundausbildung erhielt. Von 1938 bis 1939 war er Angehöriger der Wachmannschaft im KZ Sachsenhausen. Villain nahm bei Beginn des Zweiten Weltkrieges am Polen-Feldzug teil. Danach wurde er zu der neu aufgestellten SS-Totenkopfdivision versetzt und nahm als Angehöriger dieser Division am Westfeldzug teil. Ende Mai 1940 wurde er verwundet und nach seiner Genesung im August 1940 zum Ersatztruppenteil der Division nach Breslau kommandiert.
Im Oktober 1940 wurde Villain in das KZ Auschwitz versetzt, wo er zunächst beim Wachsturmbann und ab Frühjahr 1941 beim Kommandanturstab als Blockführer eingesetzt war. Laut Häftlingsschreiber Francziszek Brol beteiligte er sich an Erschießungen. Zum 1. April 1941 wurde er zum Unterscharführer befördert. Am 15. November 1941 wurde er nach KZ Majdanek versetzt. Im Dezember 1941 erkrankte er an Fleckfieber und lag mehrere Wochen in verschiedenen Lazaretten. Im Juli 1942 wurde er Blockführer mit der Aufsicht über das damals noch im Bau befindliche Feld V beauftragt und anschließend im Jahre 1943 als Feldführer des Feldes IV eingesetzt. Im Mai 1944 wurde Villain als Schutzhaftlagerführer im KZ Warschau versetzt, in dem er bis zu dessen Auflösung im Juni 1944 tätig war. Nach einer kurzfristigen Versetzung zu einer in Ungarn stationierten Fallschirmjägereinheit der Waffen-SS wurde er im Herbst 1944 zu einem Lehrgang an einer sogenannten Agentenschule in Neustrelitz/Mark Brandenburg abgeordnet, wegen mangelnder Eignung aber bereits nach wenigen Tagen wieder abberufen und als Ausbilder für sogenannte fremdvölkische Angehörige der Waffen-SS nach Westpreußen kommandiert. Im November 1944 wurde er nach Dachau zurückverlegt und kam mit dieser Einheit anschließend wieder zum Fronteinsatz.
Ende April 1945 geriet Villain in Baden bei Wien in sowjetische Kriegsgefangenschaft, aus der er kurz darauf flüchtete. Er gelangte unerkannt bis nach Hannover und war dort ab Herbst 1945 als Schmied bei der damaligen Reichsbahn tätig. Im Jahre 1947 verzog er nach Gladbeck und arbeitete als Hauer 12 Jahre lang unter Tage im Bergbau. Seit dem Jahre 1959 lebte er in München und war bis Ende 1980 als Vorarbeiter bei den BMW beschäftigt. Am 30. Juni 1981 wurde er vom Landgericht Düsseldorf im Majdanek-Prozess wegen Beteiligung an der Aktion Erntefest (gemeinschaftliche Beihilfe zum Mord in zwei Fällen an mindestens 17.002 Personen) zu 6 Jahren Haft verurteilt. Im August 1984 trat er seine Haftstrafe in der Justizvollzugsanstalt Landsberg am Lech an. Am 19. Februar 1985 wurde seine Reststrafe zur Bewährung ausgesetzt.